# スィノプ原子力発電所
スィノプ原子力発電所（トルコ語: Sinop Nükleer Enerji Santrali）はトルコ北部スィノプで計画されている原子力発電所。アックユ原子力発電所に次いで国内2箇所目の原子力発電所となる予定である。
2013年5月3日、トルコ首相レジェップ・タイイップ・エルドアンと日本首相安倍晋三の間で一括事業請負後譲渡方式に基づく計画の契約が調印された。220億USドルの計画であり、三菱重工業とアレバの合弁企業であるアトメアによって行われる。トルコは地震が多発する地域であることから、トップレベルの安全知見や日本の地震に対する専門家の経験を当てにしている。
三菱重工業と伊藤忠商事が発電所を建設する予定であり、発電容量は4,400MWeを見込んでいる。アトメアが開発した第3世代加圧水型原子炉、ATMEA 1が4基建設される予定である。
フランスの電力企業エンジーが原子力発電所の運営を担当することになっている。また、トルコの電力企業、トルコ発電会社が20%-45%の株を保有することが考えられている。
1号機は2023年からの稼動を計画しており、4基すべてが稼動を始めるのは2028年を想定している。

## 註
1. 1 2 3 4  “Turkey, Japan sign $22 bln deal for Sinop nuclear plant” (English). Hurriyet Daily News (Hürriyet Gazetecilik ve Matbaacılık A.Ş., hurriyetdailynews.com). (2013年5月3日) 2013年5月4日閲覧。 {{cite news}}: |accessdate=、|date=の日付が不正です。 (説明)⚠
2. ↑  “MHI to Step Up Involvement in Sinop Nuclear Power Plant Project In Turkey” (English). Mitsubishi Heavy Industries Ltd., mhi.co.jp. (2013年5月8日).  オリジナルの2013年6月9日時点におけるアーカイブ。 2013年6月21日閲覧。 {{cite news}}: |date=の日付が不正です。 (説明)⚠
3. ↑  “Turkey, Japan agree on nuclear plant investment” (English). Anatolian Agency. Anadolu Ajansı T.A.Ş., aa.com.tr. (2013年5月3日) 2013年6月21日閲覧。 {{cite news}}: |date=の日付が不正です。 (説明)⚠
4. ↑  “Nuclear plants to help Turkey shave 7.2 bn $ off energy imports” (English). Anatolian Agency. Anadolu Ajansı T.A.Ş., aa.com.tr. (2013年5月4日) 2013年6月21日閲覧。 {{cite news}}: |date=の日付が不正です。 (説明)⚠